# ساتی (رسم)
رسم ساتی یک آیین مذهبی در میان جوامع هندی بود که در آن، زنی که شوهرش را به تازگی از دست داده بود، در مراسم ختم شوهرش، خودش را آتش می‌زد. در هند باستان این رسم اهمیت فرهنگی و دینی بسیاری داشت و نشانه وفاداری زن به شوهر تلقی می‌شد. هر چند بیشتر ساتی‌ها به صورت داوطلبانه انجام می‌گرفت اما فشارهای خانوادگی و اجتماعی و اجبارها زن را به شرکت در این مراسم وا می‌داشت. رسم ساتی هم در بین زنان عادی و هم در بین زنان اشرافی رایج بود و یک فریضه دینی محسوب می‌شد. این سنت دینی از تاریخ ۱۸۲۹م نادر و غیر قانونی شد.

## نام

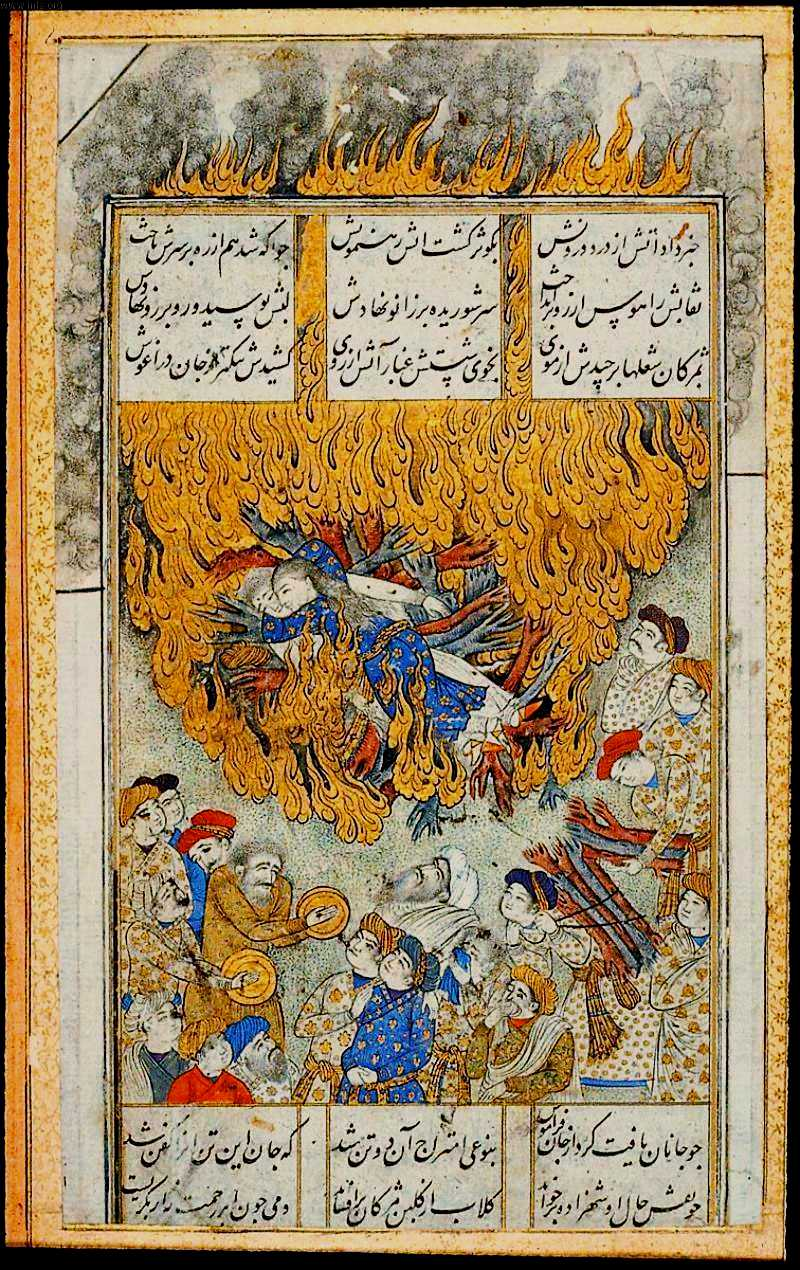
برگی از اشعار سوز و گداز اثر نوعی خبوشانی، شاعر خراسانی کوچیده به هند، با نگاره‌ای از محمد قاسم نیمهٔ نخست قرن هفده میلادی.

در اصطلاح اساطیری، ساتی نام همسر  شیوا بود. پدر ساتی هرگز به شیوا احترام نمی گذاشت و اغلب او را تحقیر می کرد. او برای اعتراض به نفرتی که پدرش نسبت به شوهرش داشت، خود را سوزاند. در حالی که در حال سوختن بود، دعا کرد تا دوباره به عنوان همسر شیوا متولد شود. این اتفاق افتاد و تجسم جدید او پارواتی نام داشت. مردم عادت داشتند رسم ساتی را بر اساس این داستان توجیه کنند، اما زمانی که ساتی خود را سوزاند، او یک بیوه نبود، و بنابراین رسم ساتی کاملاً بی ارتباط با این داستان است.

## پیشینه
طبق آداب و رسوم هندوهای باستانی، رسم ساتی نمادی از ازدواج است. این یک عمل داوطلبانه بود که در آن زن به نشانه ی همسری وظیفه شناس به دنبال شوهرش تا آخرت می رفت. بنابراین، این بزرگترین نوع فداکاری یک زن نسبت به شوهر مرده‌اش تلقی می‌شد. با گذشت زمان، این یک عمل اجباری شد. زنانی که نمی خواستند اینگونه بمیرند، به روش های مختلف مجبور به این کار شدند. به طور سنتی، یک زن بیوه هیچ نقشی در جامعه نداشت و یک بار به حساب می آمد. بنابراین، اگر زنی هیچ فرزندی نداشت که بتواند از او حمایت کند، برای پذیرش ساتی تحت فشار قرار می گرفت.
به گفته آنماری شیمل در زمان حکومت اکبرشاه، او که از رسم ساتی بیزار بود، در سال ۱۵۸۲ میلادی ساتی از روی اجبار را غیرقانونی کرد. رضا پیربهایی در این گزارش تردید کرده و منبع آن را معتبر نمی‌داند.